# Kostel svatého Michaela archanděla (Oloví)
Kostel svatého Michaela archanděla je římskokatolický, v minulosti farní kostel v Oloví v okrese Sokolov v Karlovarském kraji. Od roku 2000 je chráněn jako kulturní památka.

## Historie
První písemná zmínka o kostele v Oloví je z roku 1524 v době, kdy se stalo Oloví královským horním městem. Kostel byl ovšem nedostačující, z finančních důvodů se však s jeho přestavbou začalo až roku 1597. Přestavba byla dokončena roku 1603. Původně katolický kostel se za reformace stal luteránským. Evangelickým zůstal do roku 1624, do počátku protireformace v Oloví a až do 1650 zůstal bez duchovního. Prvním katolickým farářem se stal člen dominikánského řádu páter Wilsbach a obyvatelé Oloví se vrátili ke katolické víře.
Roku 1679 získal kostel novou věž s hodinami. Kostel byl několikrát opravován a roku 1894 se začalo uvažovat o stavbě nového. Roku 1898 byl starý kostel zbourán.
Jiný zdroj uvádí stržení kostela roku 1897.
V jeho zdech byly nalezeny písemnosti z roku 1698 a mince z té doby.
Nový kostel stavěl podle plánů pražského architekta Rudolfa Vomáčky sokolovský stavitel Emil Lifka. Základní kámen byl položen roku 1901, v červnu 1902 byl na věž kostela vyzdvižen kříž.
Vysvěcení kostela 29. září 1902 se ujal pražský arcibiskup kardinál Lev Skrbenský. Nová fara byla postavena roku 1909. Elektrické osvětlení a elektrický pohon zvonů získal kostel roku 1923. V roce 2001 se léta neopravovaný kostel ocitnul v havarijním stavu. Již dva roky předtím se zde přestaly konat bohoslužby a kostel byl uzavřen. Následně bylo provedeno nové zastřešení, kostel je nepřístupný a je postupně opravován.

## Architektura
Původní kostel byl pozdně gotickou jednolodní stavbou s polygonálním presbytářem a mohutnou osmibokou věží. Uprostřed široké sedlové střechy se nacházela malá sanktusová věžička. Při požáru města roku 1700 shořela i radnice, v níž byly uschovány všechny dokumenty týkající se kostela. Znalosti o nejstarší historii kostela a jeho stavební podobě jsou neúplné.
Nový kostel je novogotickou jednolodní obdélníkovou stavbou. Střecha kostela je sedlová, presbytář polygonální, sakristie na severní straně kostela je obdélná. Hranolová věž v západním průčelí kostela má zdobný gotizující ústupkový portál.

## Interiér
Interiér kostela byl dovybavován postupně. Roku 1660 získal hlavní oltář raně barokní obraz sv. Michaela. Z  roku 1603 pocházejí dvě vitrailová heraldická okna, která byla včleněna do novodobých oken. Kolem roku 1768 byly do kostela instalovány nový hlavní oltář a kazatelna a roku 1765 postranní mariánský oltář, který měl bohatou sochařskou figurální výzdobu. Kruchtu podklenutou třemi křížovými klenbami nesou dva pilíře. Pod kruchtou na západní stěně bývaly kdysi dřevěné rokokové polychromované sochy sv. Ondřeje a sv. Václava z poloviny 18. století. Ty byly přemístěny do kostela v Kraslicích. Presbytář je zaklenut křížovou žebrovou a paprsčitou klenbou. Triumfální oblouk je zakončen lomeným obloukem a v pásu vyzdoben figurálními a dekorativními motivy sokolovského malíře Richarda Krautmanna. Vlevo se nachází sv. Anežka Římská, v ose nad obloukem je vyobrazena Veroničina rouška a vpravo postava Antonína Paduánského. Kruchtu nesou dva pilíře a je podklenutá třemi křížovými klenbami. Většina zařízení kostela je pseudogotická. Pseudogotické jsou oltáře Srdce Páně na evangelní straně a Panny Marie Lurdské na epištolní straně. Obdobně i kazatelna a většina soch světců, například sv. Archanděl Michael hlavního oltáře. Umělecky hodnotný je krucifix ve vstupu do lodi. Je to řezaná práce ve dřevě z druhé poloviny 17. století. Německá regionální literatura se ještě zmiňuje o barokní soše sv. Floriána, původně umístěné v předsíni kostela. Roku 1913 byla posvěcena na východní straně kostela, nejspíše v kamenném baldachýnu. Údajně byla v kostele socha sv. Jana Nepomuckého, jež snad byla roku 1911 snesena. Bližší údaje a umístění nejsou známy.
Umělecky i historicky cennou je socha Assumpty. Pozdně gotická socha Panny Marie s Ježíškem, spočívající na srpku luny, je spojována s kostelem v Oloví, ale dosud není objasněn prvotní vztah k tomuto kostelu. Polychromovaná dřevěná skulptura náleží k produkci orientované na saské sochařství, která získala především v první polovině 16. století v  západních Čechách velkou oblibu. Má typologicky blízko k  Mistru Týneckého Zvěstování, který vedl v Plzni dílnu na výrobu církevního umění. Činnost dílny pokrývala poptávku po mobiliáři pro venkovské a městské kostely v širokém okolí. V literatuře se uvádí, že Assumpta pochází z konce 15. století, ale vzhledem k vztahu na zmiňovaný okruh lze spíše uvažovat o časovém intervalu 1510 až 1520. Korunky a žezlo jsou barokní. Assumpta z Oloví bývala původně umístěna v gotické arše, později v postranním barokním oltáři s bohatou figurální výzdobou. Nakonec se opět ocitla v pseudogotické arše. Tato vzácná umělecká památka je v současné době deponována mimo kostel.

## Náhrobníky
V jižní opěrné zdi pod kostelem jsou osazeny tři náhrobníky, které pochází patrně z původního kostela. Reliéfní písmo, erby i ornamenty podléhají postupně povětrnosti a jsou nečitelné a ztrácejí identifikační znaky. Postupné opotřebení je rozeznatelné i na fotografiích, jež od sebe dělí pouhých dvacet let. Náhrobníky, zřejmě ze 17. století, náleží rodině Stritzelů, místním významným měšťanům, a Winklerům z Heimfeldu.